# 제38회 백상예술대상
제38회 백상예술대상은 2002년 3월 13일에 열린 시상식이다.

## 수상 및 후보

### 영화 대상
- 공공의 적 - 설경구 수상

### 영화 작품상
- 와이키키 브라더스 - 임순례 수상
- 8월의 크리스마스 - 허진호
- 나쁜 남자 - 김기덕

### 영화 감독상
- 봄날은 간다 - 허진호 수상
- 와이키키 브라더스 - 임순례
- 파이란 - 송해성

### 영화 시나리오상
- 라이방 - 장현수, 송민호 수상
- 수취인 불명 - 김기덕
- 봄날은 간다 - 허진호

### 영화 신인감독상
- 소름 - 윤종찬 수상
- 꽃섬 - 송일곤
- 고양이를 부탁해 - 정재은

### 영화 남자최우수연기상
- 나쁜 남자 - 조재현 수상
- 공공의 적 - 설경구
- 친구 - 유오성
- 파이란 - 최민식

### 영화 여자최우수연기상
- 고양이를 부탁해 - 배두나 수상
- 와니와 준하 - 김희선
- 봄날은 간다 - 이영애
- 소름 - 장진영

### 영화 남자신인연기상
- 친구 - 정운택 수상
- 소름 - 김명민
- 엽기적인 그녀 - 차태현

### 영화 여자신인연기상
- 고양이를 부탁해 - 이요원 수상
- 수취인 불명 - 반민정
- 꽃섬 - 서주희

### 영화부문 인기상
- 유오성 수상
- 김희선 수상

### TV 대상
- 태조 왕건 - KBS 수상

### TV 작품상(드라마)
- 피아노 - SBS 수상
- 그 여자네 집 - MBC
- 태조 왕건 - KBS

### TV 작품상(예능)
- 일요일 일요일 밤에 - MBC 수상
- 개그콘서트 - KBS
- 장미의 이름 - SBS

### TV 작품상(교양)
- MBC스페셜-이슬람 - MBC 수상
- 다큐멘터리 퇴계 - KBS
- 잘먹고 잘사는 법 - SBS

### TV 연출상
- 겨울연가 - 윤석호 수상
- 여인천하 - 김재형
- 푸른 안개 - 표민수

### TV 극본상
- 그 여자네 집 - 김정수 수상

### TV 남자최우수연기상
- 명성황후 - 유동근 수상
- 아름다운 날들 - 이병헌
- 태조 왕건 - 서인석

### TV 여자최우수연기상
- 여인천하 - 전인화 수상
- 여인천하 - 강수연
- 명성황후 - 이미연
- 그 여자네 집 - 김현주

### TV 남자신인연기상
- 화려한 시절 - 류승범 수상
- 피아노 - 조인성
- 그 여자네 집 - 이서진

### TV 여자신인연기상
- 화려한 시절 - 공효진 수상
- 이별 없는 아침 - 김민선
- 여우와 솜사탕 - 소유진

### TV 남자 코미디연기상
- 개그콘서트 - 강성범 수상
- 해피투게더 - 신동엽
- 좋은 친구들 - 남희석

### TV 여자 코미디연기상
- 개그콘서트 - 김미화 수상
- 전파견문록 - 박경림
- TV동물농장 - 정선희

### TV 신인연출상
- 뉴 논스톱 - 김민식 수상

### TV부문 인기상
- 배용준 수상
- 윤태영 수상
- 최지우 수상
- 소유진 수상